# Elijah (oratorio)

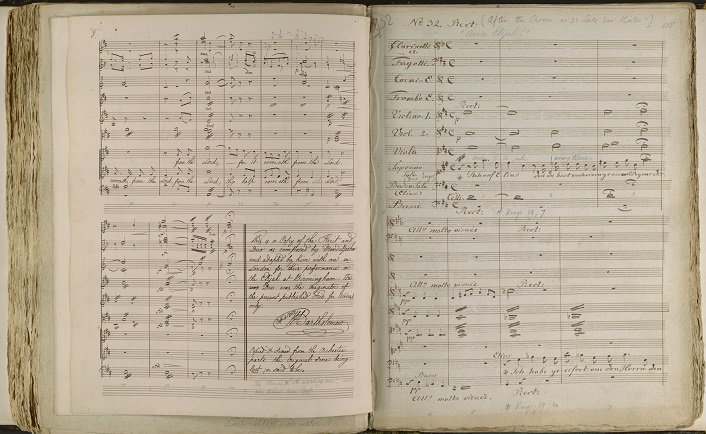

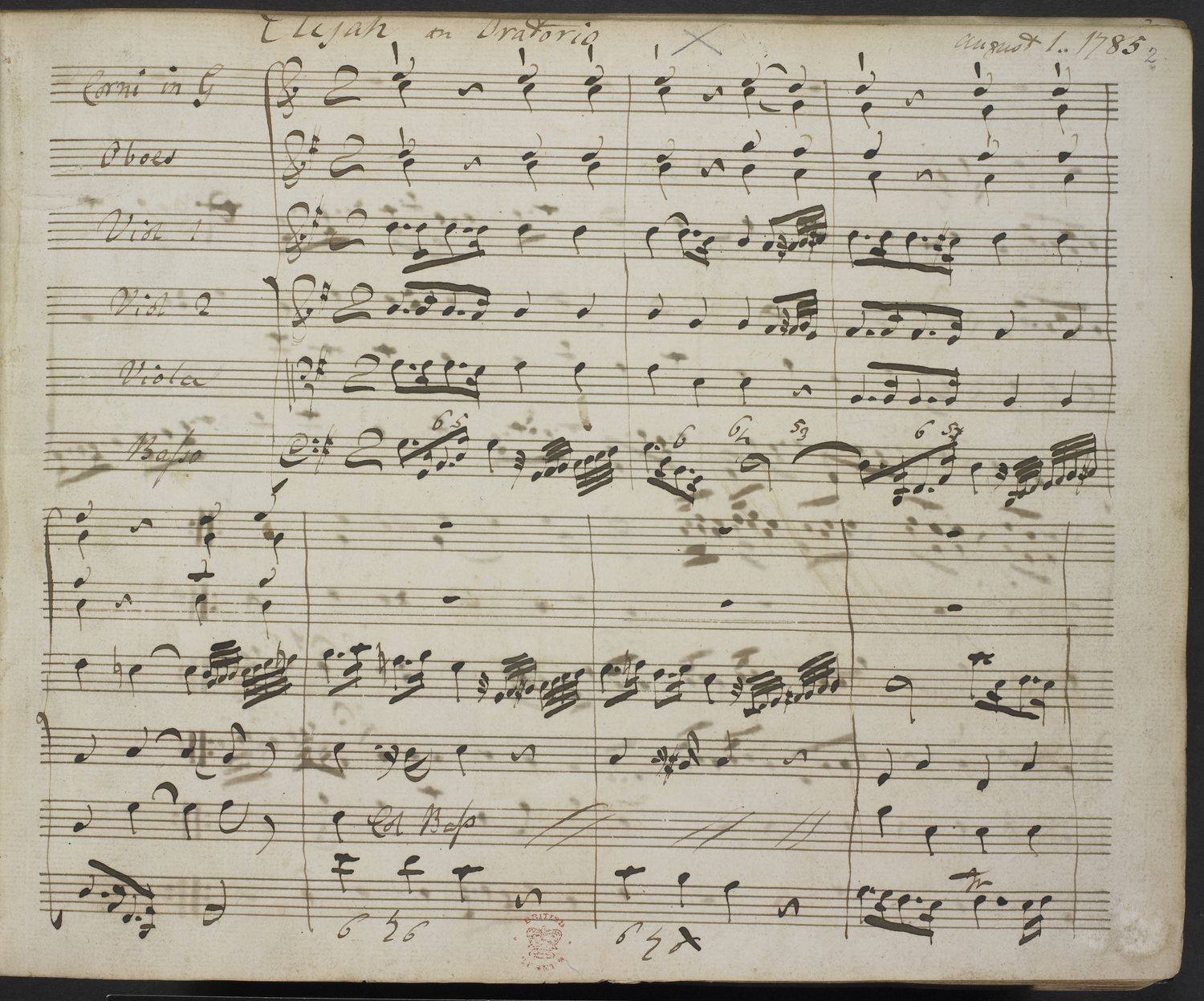
Một bản thảo của tác phẩm Elijah của Mendelssohn

Elijah, Op. 71, MWV 25A (tiếng Đức: Elias) là bản oratorio của nhà soạn nhạc nổi tiếng Felix Mendelssohn. Tác phẩm được trình diễn lần đầu tiên vào năm 1846 tại thành phố Birmingham trong một buổi lễ hội. Tiếp theo, tác phẩm được trình diễn cũng tại Birmingham, phục vụ cho Victoria của Anh và Hoàng tử Albert.

## Âm thanh
| Thanh xướng kịch Elijah, phần Thế là đủ, trình diễn bởi Charles W. Clark |  |
|                                                                          |  |
|                                                                          |  |